# ジョー・バイデンの2024年アメリカ合衆国大統領選挙からの撤退
2024年7月21日、現職のアメリカ合衆国大統領のジョー・バイデンは、2024年アメリカ合衆国大統領選挙から撤退し、副大統領のカマラ・ハリスを後継候補として支持することを発表した。
2024年4月25日、民主党のバイデンは、2024年の大統領選挙で再選を求めて出馬し、ハリスを再び副大統領候補に据えることを発表した。バイデンは民主党における主要献金者からの支持を得て、2024年アメリカ合衆国大統領民主党予備選挙では圧倒的多数の代議員を獲得した。バイデンは予備選挙終了前の段階で既に暫定候補者とみなされていた。しかしながら大統領任期中にバイデンの年齢や健康状態、特に大統領としての適正や2期目の遂行能力について、世間からの懸念が浮上していた。
こうした懸念は、2024年6月27日にバイデンと共和党候補で前大統領のドナルド・トランプと間で行われた1回目の2024年大統領討論会後に強まった。バイデンのパフォーマンスは広く批判され、コメンテーターたちはバイデンがしばしば思考回路を失い、蛇行した応答をし、自身の意見を首尾一貫して表することも何度か欠けていたと指摘した。その後バイデンは、民主党の同僚たちや大手報道機関の編集委員から選挙戦からの撤退を求められた。2024年7月19日までに30人以上の民主党幹部が撤退を求めた。
討論会後数週間にわたり、バイデンは何度も撤退を求める声が挙がったにもかかわらず、候補者であり続けると繰り返し主張した。しかしながら2024年7月21日、バイデンは自身のXのアカウントに投稿された署名入りの書簡で立候補を撤回し、これが「党にとっても国にとっても最善の利益」であり、任期終了まで大統領職を続けると述べた。バイデンは、1968年のリンドン・B・ジョンソン以来となる再選レースから撤退した現職大統領であり、また19世紀以来となる1期のみ務めた後に撤退した大統領であり、そして史上初めて予備選挙で既に勝利した後に撤退した大統領である。

## 背景

### 再選を目指さなかった大統領
歴史的に現職のアメリカ合衆国の多くは1期目を全うした後、2期目を目指して立候補する道を選んでいる。以下に挙げる大統領は少なくとも1期の在任期間を全うした後に再選を求める資格があったが、立候補しなかった
- ジェームズ・K・ポーク (在任期間: 1845年-1849年): 選挙公約を守り、1期のみ務めた
- ジェームズ・ブキャナン (在任期間: 1857年-1861年): 選挙公約を守り、1期のみ務めた。
- ラザフォード・B・ヘイズ (在任期間: 1877年-1881年): 選挙公約を守り、1期のみ務めた。
- セオドア・ルーズベルト (在任期間: 1901年-1909年): 中途期間の後、公約を守り、1期のみ務めた[注釈 2]。
- カルビン・クーリッジ (在任期間: 1923年-1929年): 中途期間と1期を務めた後、立候補を見送った（英語版）。
- ハリー・S・トルーマン (在任期間: 1945年-1953年): 中途期間と1期を務めた後、選挙戦から撤退（英語版）した。
- リンドン・B・ジョンソン (在任期間: 1963年-1969年): 中途期間と1期を務めた後、選挙戦から撤退（英語版）した。

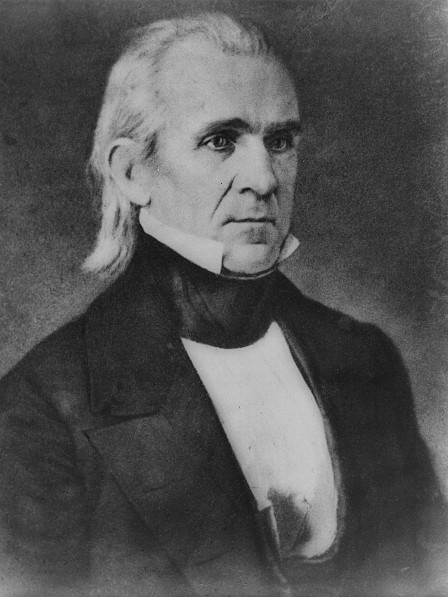
ジェームズ・K・ポーク
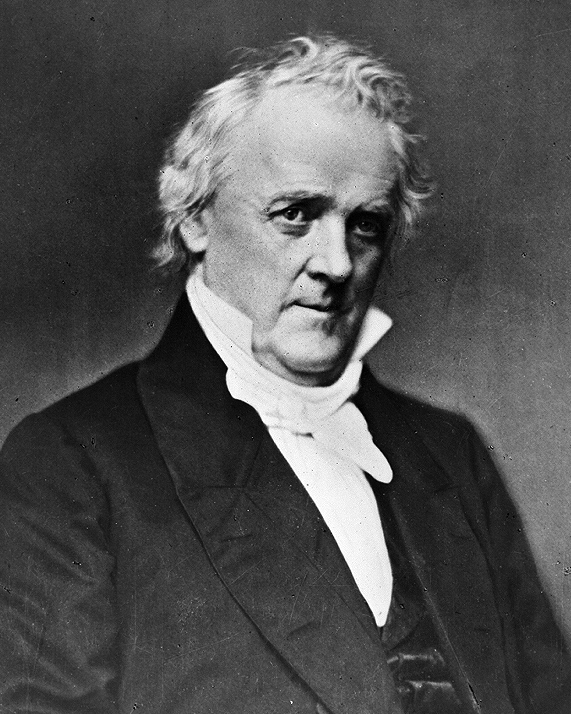
ジェームズ・ブキャナン
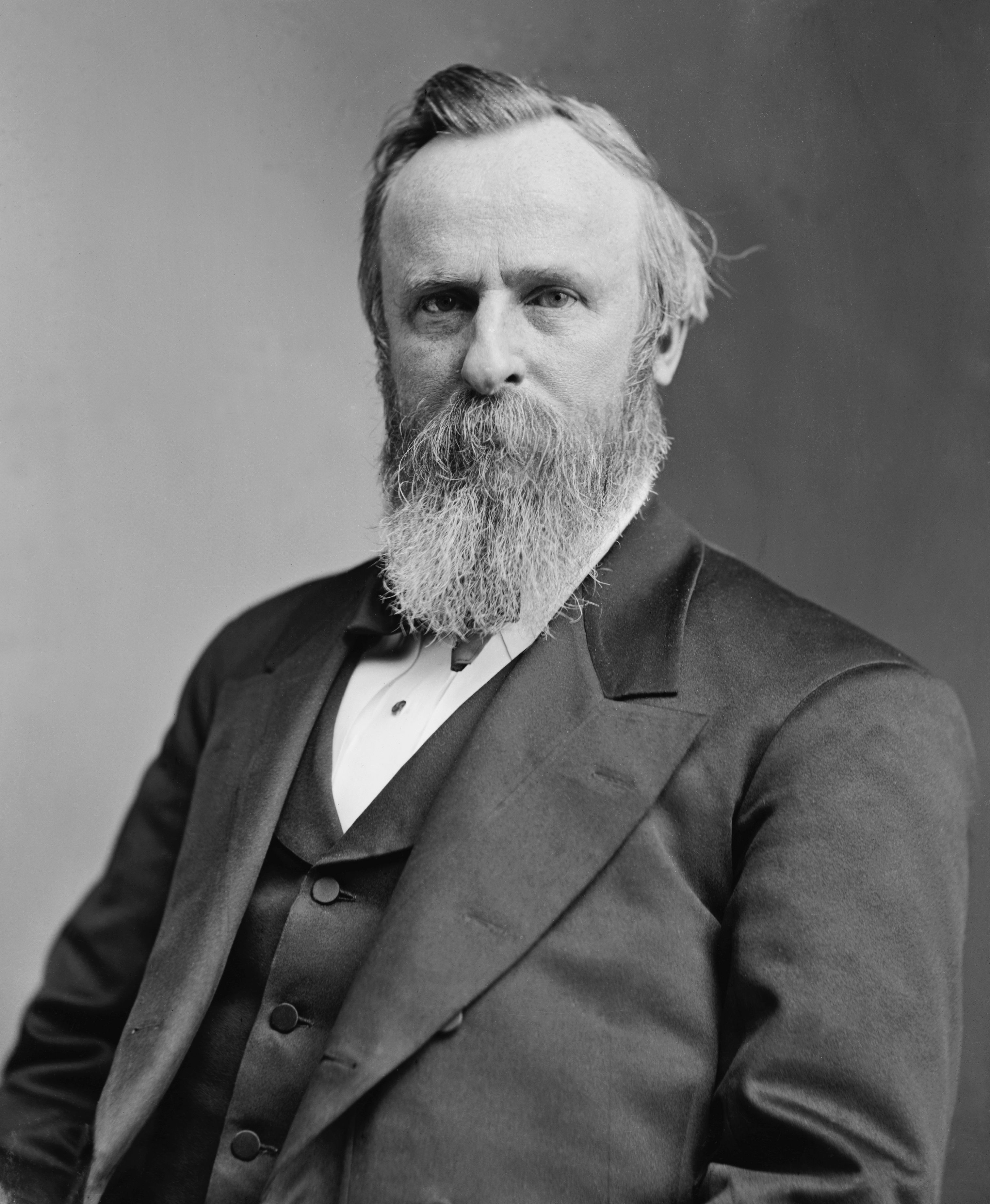
ラザフォード・B・ヘイズ
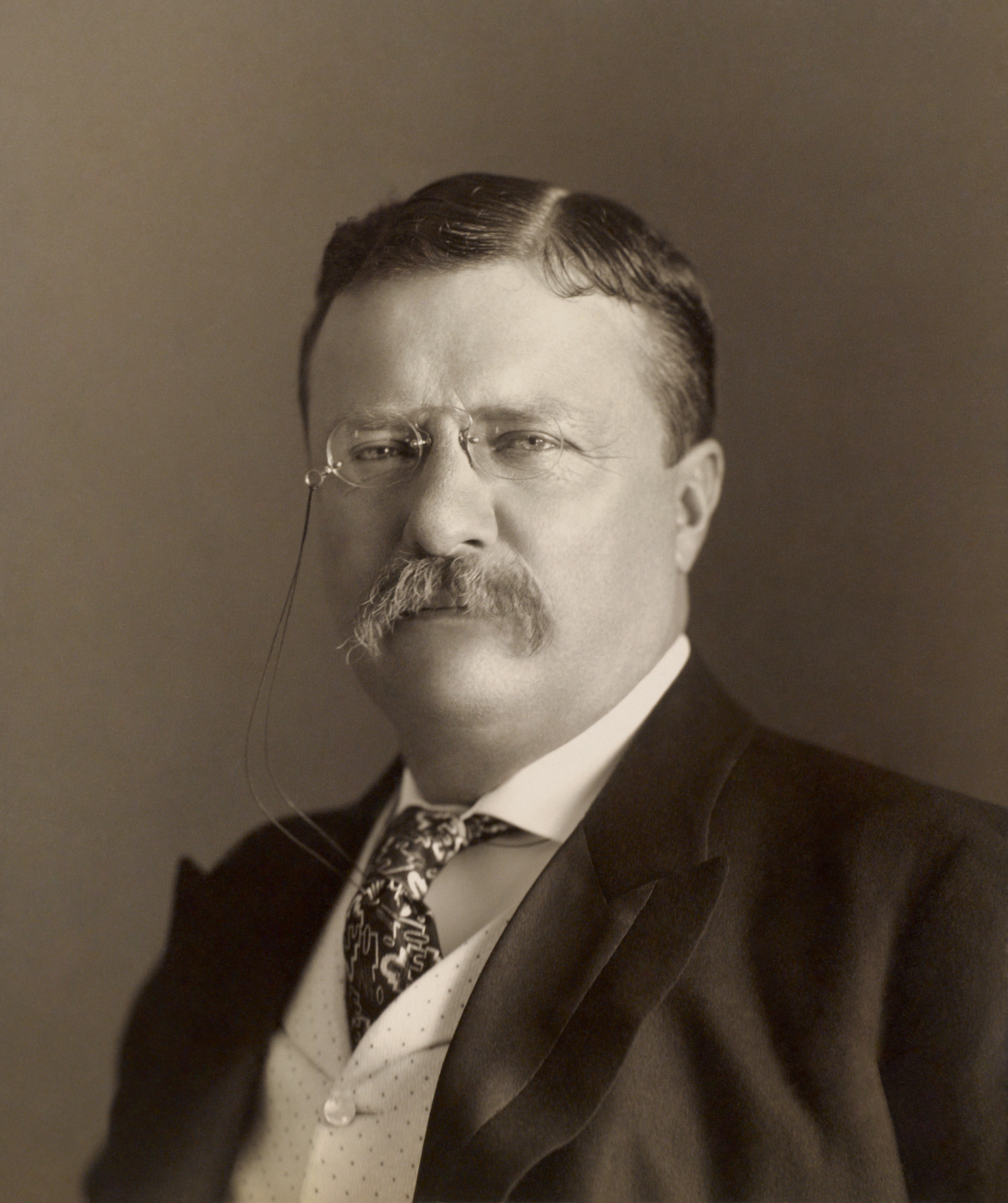
セオドア・ルーズベルト
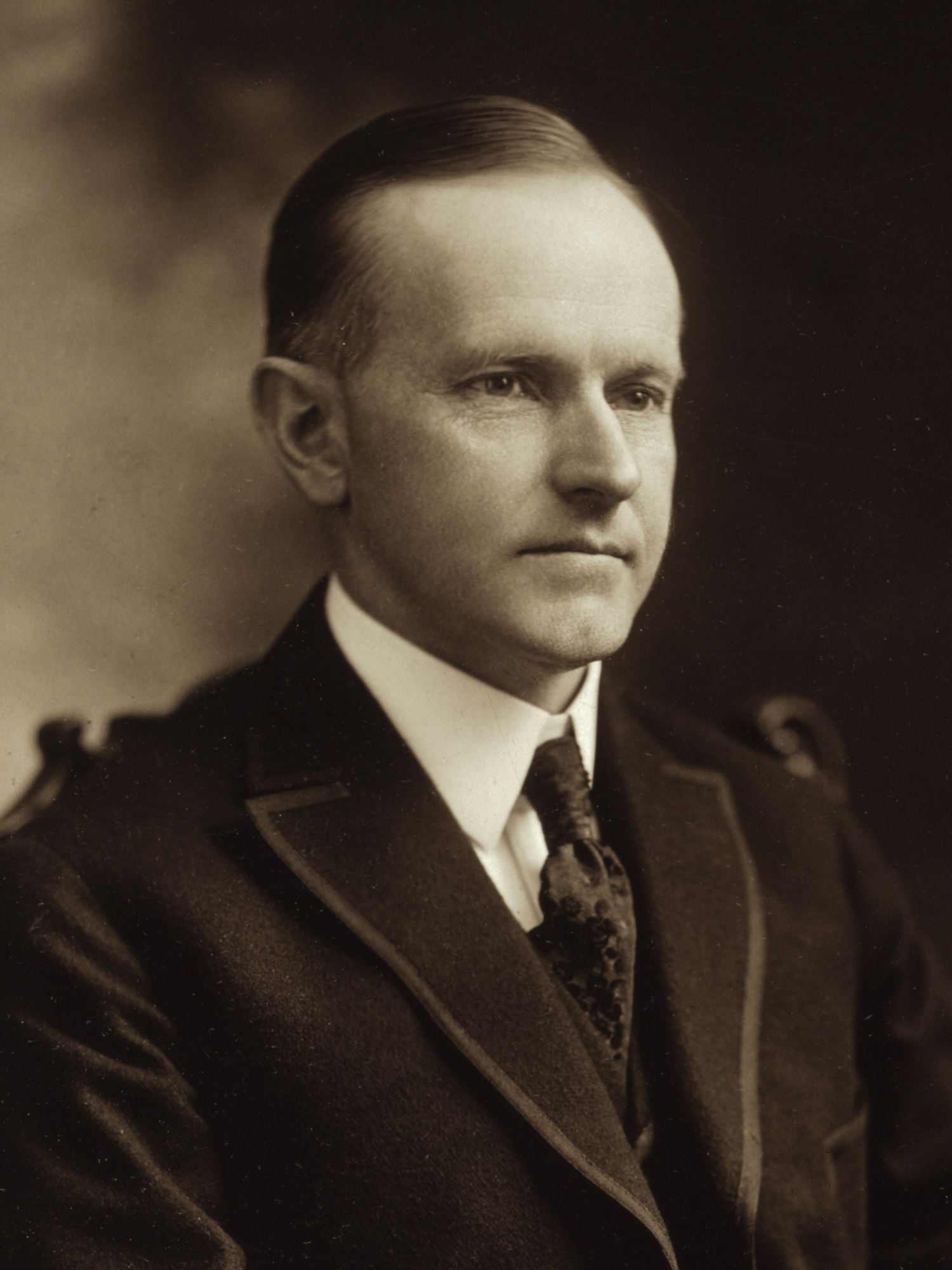
カルビン・クーリッジ
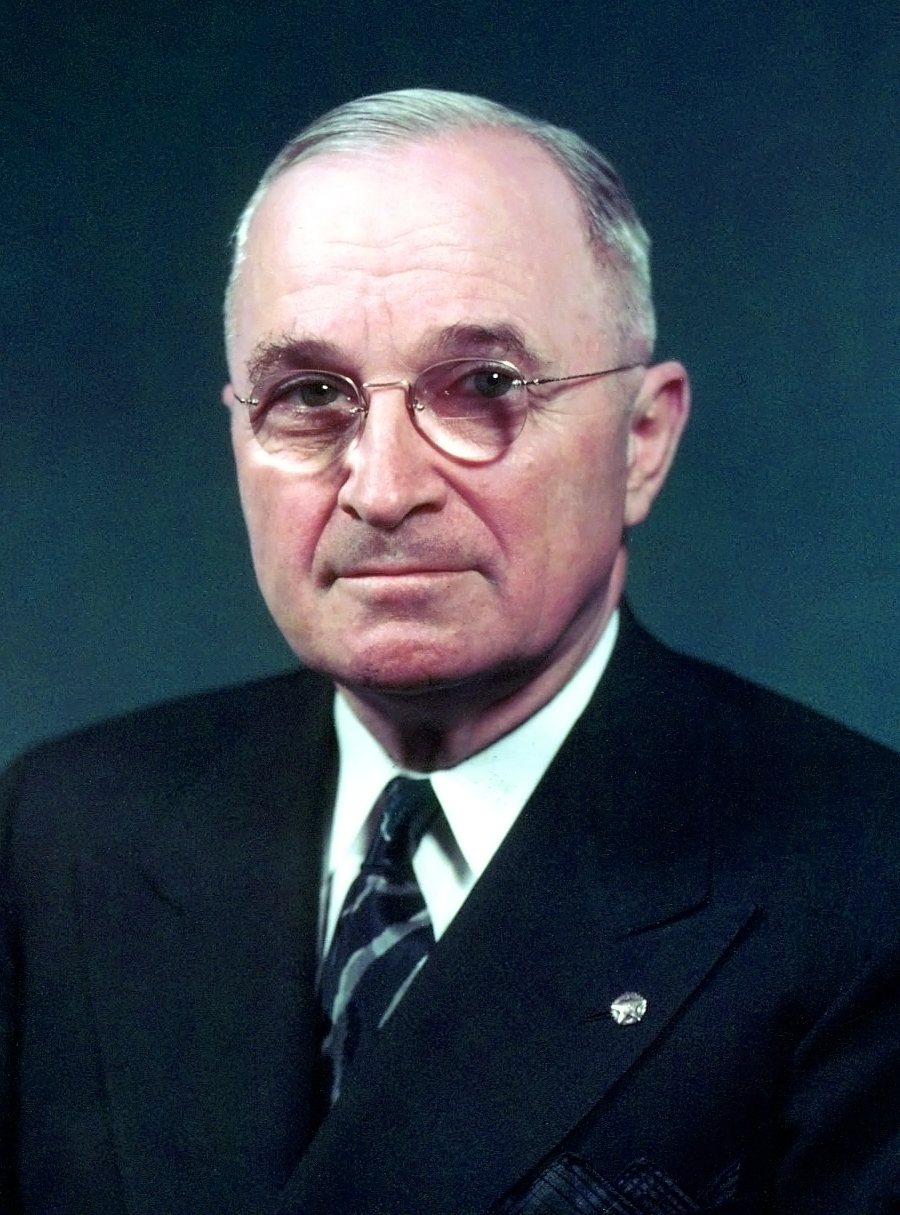
ハリー・S・トルーマン
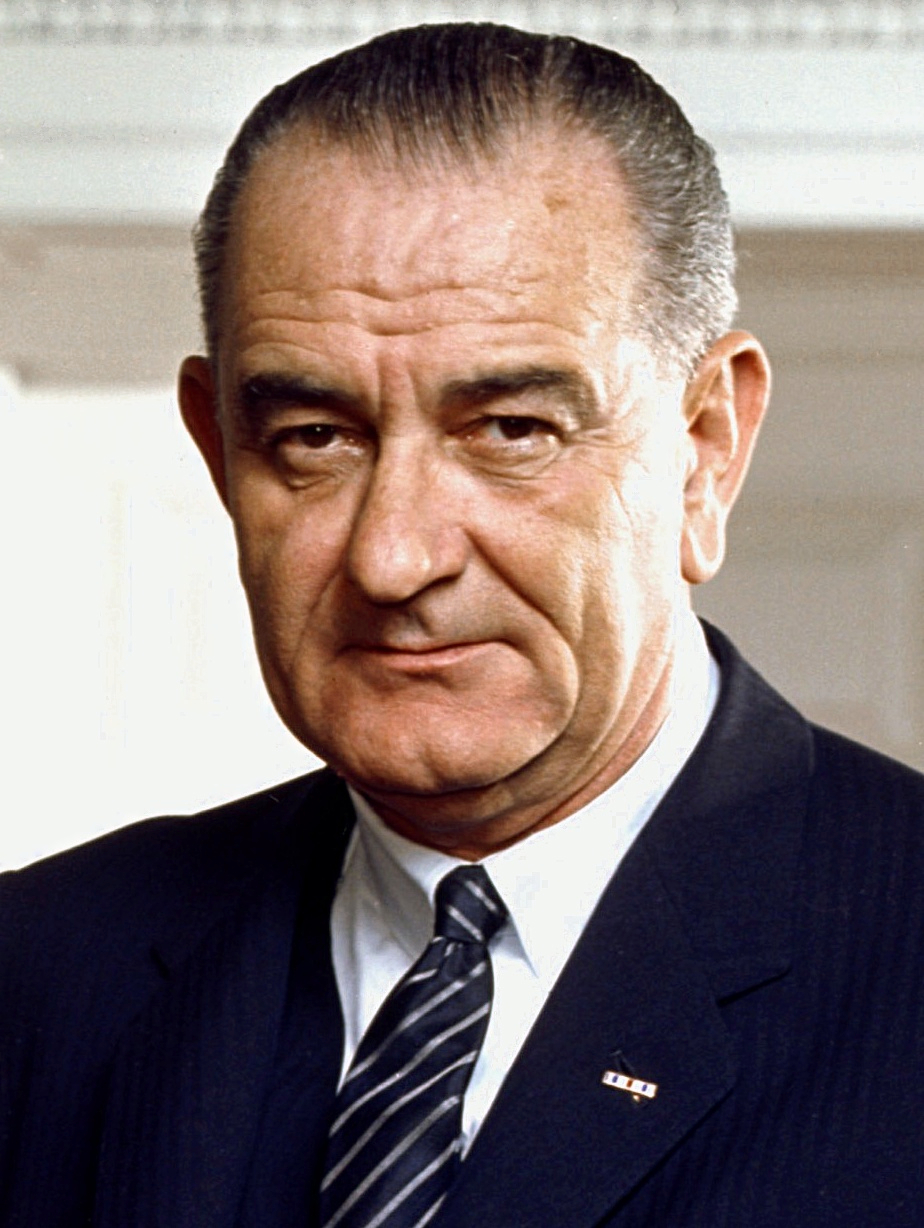
リンドン・B・ジョンソン

1947年に議会で可決され、1951年に各州で批准されたアメリカ合衆国憲法修正第22条では大統領の任期は2期にまでと制限されている。任期に上限が設定される以前は、ジョージ・ワシントンが2期を務めた後は再選を求めなかったという前例を作ったことから、ほぼ全ての大統領が非公式な2期制の伝統に従っていた。

### 橋渡し候補者としてのバイデン
2020年大統領選挙中、バイデンは新世代の指導者への「橋渡し」候補者として自らを売り込んだ。しかしながらバイデンは、1期のみの立候補を検討しているという『ポリティコ』の報道を否定した。バイデンの選挙運動が2024年に失速する中、『アクシオス』は、学者のアンソニー・ファウラーの「彼はある種の天秤にかけようとしているともいえる。彼は人々に、『心配しないでください、私は1期だけ出馬します』と伝えようとしているが、実際にそれを明確に約束したことはない」という発言を引用した。

### バイデンの年齢と健康上の懸念
バイデンは大統領就任時点で78歳であり、史上最高齢の就任者で、また、それまで最高齢であったロナルド・レーガンの退任時点よりも高齢であった。バイデンをめぐる健康上の懸念は、主に彼の年齢と2期目を遂行する能力に関して、大統領在任中に浮上していた。『ジャーナル・オン・アクティヴ・エイジング』の報道では、医師たちはバイデンが年齢に比して「並外れた健康状態」であることが指摘され、また医師のケヴィン・オコナーによる医療評価でバイデンの身体能力の高さが証明された。『ワシントン・ポスト』紙のダン・ザックは、バイデンの就任によってアメリカ政府は「長老支配」になると評した。2022年7月28日、連邦下院議員のディーン・フィリップスは現職の民主党議員としては初めて、バイデン大統領は再選に立候補すべきではないと発言し、バイデンの年齢を指摘して「世代交代」を求めた。
2024年7月、『ニューヨーク・タイムズ』紙はパーキンソン病などの運動障害を専門とするウォルター・リード国立軍医療センターの神経科医のケヴィン・カナードが、バイデンの主治医との面会を含めて過去8か月間で8回ホワイトハウスを訪問していたと報じた。この報道は、オコナーがバラク・オバマ政権時代のカナードの訪問回数やホワイトハウス内に神経障害を患う職員がいることを引き合いに出して異議を唱えたことで論争を呼んだ。

## バイデンの2024年選挙運動

### 立候補
2023年4月25日、数か月にわたる臆測の後、バイデンは2024年アメリカ合衆国大統領選挙で大統領として再選を目指す意向を表明し、現職副大統領のカマラ・ハリスを再び伴走者に据えた。選挙運動は2020年の大統領選挙運動開始からちょうど4年後に始まった。発表当日のギャラップの世論調査によると、バイデンの支持率は37%であり、調査対象者の大半が経済を最大の関心事にしていると回答した。選挙運動中、バイデンはCOVID-19以後の高い経済成長と回復を宣伝した。またバイデンは、「仕事を終わらせる」（"finish the job"）という意図を政治的スローガンとして頻繁に使った。
バイデンは、アメリカの民主主義を守ることを選挙運動の中心に据え、最高裁判所によるロー対ウェイド判決の覆しを受けての連邦上の中絶権の復活を掲げた。バイデンは、国境監視と警備の予算を増額し、さらに警察改革と相まって法執行機関の予算増額も主張した。バイデンはLGBTの権利を支援、保護拡大することを約束し、また、インフラ投資及び雇用法、CHIPS及び科学法、インフレーション抑制法などを成立させたことを頻繁に宣伝した。
バイデンは、アメリカの同盟関係の強化を外交政策の重要な目標とし、ロシアの侵攻を受けたウクライナとハマスと交戦中のイスラエルの支援を継続することを約束し、これらはアメリカの国家安全保障上の利益のために「不可欠」であると述べた。バイデンは、銃暴力事件への取り組みを継続し、また、ドナルド・トランプが廃止を示唆した医療保険法を守ることを約束した。さらにバイデンは、財政赤字を削減し、貧困層のための社会サービスに予算を割くために、「億万長者最低所得税」による富裕層への増税を提案した。
バイデンの貿易政策は、製造業のオフショアリングをもたらしてポピュリストの反発を高める結果となった伝統的な新自由主義経済政策とワシントン・コンセンサスを否定するものであると評された。バイデンは、製造業の雇用を守り、中国の技術的・軍事的野心に対抗するため、中国の戦略的産業に対する標的型関税を提案し、施行した。バイデンは、2024年の民主党予備選挙でディーン・フィリップス下院議員の反対に直面した。フィリップスは自身の選挙運動中にバイデンの年齢や支持率の低さに懸念を示し、本選挙の候補としては弱いと主張していた。バイデンは1月23日のニューハンプシャー州予備選挙では投票用紙に名前が記載されていなかったが、書き込みキャンペーンで63%の得票率となり勝利した。バイデンは、サウスカロライナ州で最初の予備選挙に挑み、2月3日に得票率96.2%で勝利した。バイデンはネバダ州予備選挙では得票率89.3%だった。

### イスラエル・ハマス戦争抗議運動
イスラエル・ハマス戦争抗議投票運動は、バイデンのイスラエル・ハマス戦争に対する政策を標的とした運動として始まった。ミシガン州における「該当なし」票の後、活動家たちは他の州でもこの抗議の再現を試みた。これと平行して、バイデンに大統領選からの撤退を促す、「バイデンを見捨てる」運動も拡大した。「該当なし」はジョー・バイデンの2024年大統領選挙運動に対する最大の反対票あり、2020年アメリカ合衆国大統領民主党予備選挙におけるエイミー・クロブシャー、コリー・ブッカー、ベト・オルーク、バイデン政権副大統領のカマラ・ハリスを含む多くの候補者よりも得票した。またわずかな資金であったにもかかわらず、2020年のピート・ブティジェッジよりも高い得票率を達成した。
ミシガン州では、バイデンが81.1%の票を獲得し、「該当なし」は2位であった。3月5日のスーパー・チューズデー」でバイデンは16州のうち15州で勝利し、そのうち13州で80%以上を得票した。3月12日、バイデンは民主党候補指名に必要な1968人以上の代議員を獲得し、事実上の党指名候補者となった。

### トランプとの討論会
バイデンとトランプは、2024年6月27日のテレビ討論会で対決した。ここで特にバイデンのパフォーマンスが批判されており、彼はたどたどしい様子で声を荒げて発言し、何度か統計値を思い出せなかったり、自身の意見を首尾一貫して発言できないことがあった。『ザ・ヒル』、CNN、『ポリティコ』、『ニューヨーク・タイムズ』、『USAトゥデイ』、『ビジネスインサイダー』、『ヴォックス』のコラムニストたちはトランプが討論会の勝者であると宣言した。また、MSNBC、『クック・ポリティカル・レポート』、『ガーディアン』、『ロサンゼルス・タイムズ』のコラムニストたちは、トランプは討論会で勝利してはいないものの、バイデンは「明らかに負けている」と主張した。世論調査においても、国民の大多数がトランプが勝利したと考えていることが示された。バイデンの討論会でのパフォーマンスを受け、多くの民主党員が「パニックに陥っている」と報じられ、彼の選挙戦からの撤退を求め、メディアが「バイデン危機」と呼ぶ党内の政治的混乱に繋がった。

### 討論会の余波
7月3日、20人の民主党員の州知事がホワイトハウスでバイデンと面会し、事実上、討論会が彼の選挙運動に与えた影響について話し合った。会談後、メリーランド州のウェス・ムーア知事、ニューヨーク州のキャシー・ホウクル知事、ミネソタ州のティム・ウォルズ知事がホワイトハウスの外での報道陣の取材に応じ、ウォルツは「木曜日の夜は悪いパフォーマンスだった」、「酷い打撃」と具体的に認めた。
7月17日、ABCニュースは、下院少数党院内総務のハキーム・ジェフリーズと上院少数党院内総務のチャック・シューマーがそれぞれ7月12日と13日にバイデンと会談し、彼に議会での民主党敗北についての懸念を明かしたと報じた。バイデンはシューマーに対して決断を下すのにあと1週間を要すると述べたと報じられた。選挙運動の共同議長であるジェフリー・カッツェンバーグは7月17日にバイデンに対し、献金者たちがバイデンの選挙運動への献金を控えていると警告したと報じられたが、カッツェンバーグは会談の報道内容に異議を唱えた。
その日の夕方、バイデンはCOVID-19の検査で陽性反応となった。バイデンには咳や鼻水、「全身倦怠感」といった軽度の症状がみられた。しかしながら、デラウェア州リホボスビーチの自宅に隔離される途中にエアフォースワンから降りるバイデンの弱々しい姿の写真が、彼の健康状態に関する臆測をさらに煽った。『ニューヨーク・タイムズ』紙は、バイデンが指名辞退に「より前向き」になったと報じた。元下院議長のナンシー・ペロシはバイデンに対し、その立候補について悲観的であると電話会談で伝えた。7月18日、『Axios』は、民主党がバイデンがジェフリーズとシューマーからの圧力、内部調査、批判を理由に選挙戦からの撤退を考えていると報じた。『ニューヨーク・タイムズ』紙は同日、バイデンが撤退を検討していると報じた。CNNは、7月20日にバイデンが顧問のスティーヴ・リケッティとマイク・ドニロンと会談し、世論調査の数値が悪化し、党の支持を失ったことで、選挙戦を挽回できる妥当な戦略がないという結論に達したと報じた。その夜にバイデンはリケッティ、ドニロン、その他の側近らと共に選挙戦からの撤退の可能性を計画し始め、21日朝にその決断を完全に表明した。
バイデンの撤退前には、「ジョー」（Joe）と「オーバー」（over）を組み合わせた「ジョーバー」（Joever）という造語が、バイデンの選挙運動の状況を説明するために批評家やメディアによって使用された。この造語は2020年に4chanの/pol/画像掲示板でミームとしては初めて作られたが、討論会の後、ソーシャルメディアの投稿や主要メディアのニュースでの使用が大幅に増加した。

### バイデンの選挙陣営の反応
バイデンの選挙陣営は当初、批判を振り切って指名獲得までを進むことを目指していた。民主党全国大会前の事実上の点呼投票で正式に指名されるまでに、バイデンの撤退を求める発言を押さえ込もうとしたが、これは事実上の「時間切れ」を狙ったものであった。
討論会後の批判に応え、バイデンは任期制限と拘束力ある倫理規定の導入といった最高裁判所の改革、大統領の行動に対する検察権限を確立するための憲法改正、全国的な攻撃用武器の禁止、家賃値上げ制限といったいくつかの進歩的な政策を発表した。

## バイデンの撤退とハリスへの交代

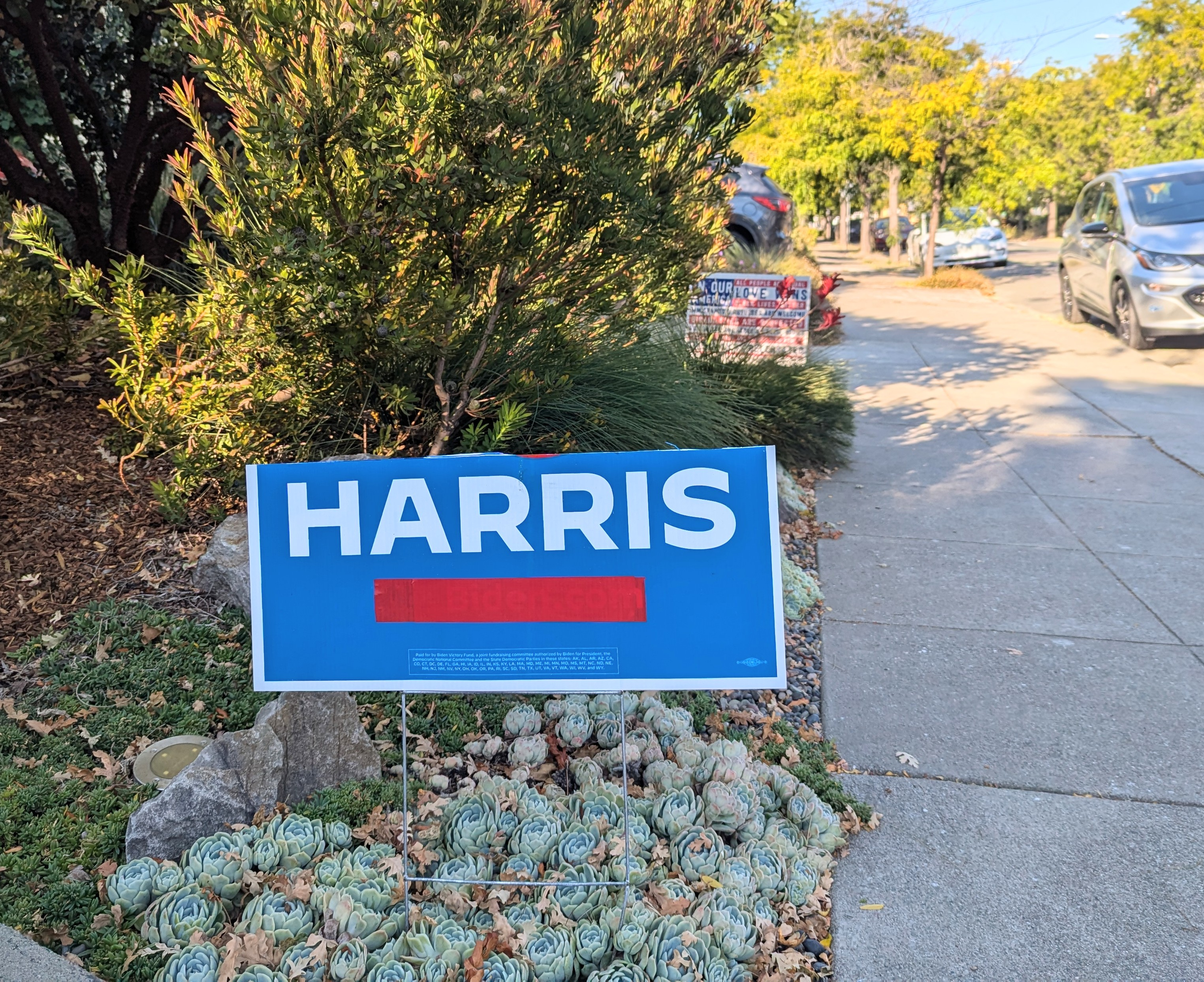
バイデンの撤退後、バイデンの名前が塗りつぶされたバイデン/ハリスのヤードサイン（カリフォルニア州オークランド）

7月21日、バイデンの公式Twitterアカウントは撤退を表明する書簡を投稿し、そこで彼は「再選を目指すつもりでいたが、私が選挙戦から退き、残りの任期は大統領としての職務を全うすることに専念することが、党にとっても国にとっても最善の利益になると考える」と述べた。同日の後に同じアカウントで彼は、2021年より副大統領を務めるハリスを大統領選挙での後任に推薦した。
2024年7月24日、大統領選挙からの撤退後に初めて公の場に姿を見せたバイデンは、その決断について説明した。大統領執務室から演説したバイデンは、その理由を「民主主義の防衛」であると述べた。バイデンは、大統領選挙運動について触れ、「アメリカは前進か後退か、希望か憎悪か、団結か分裂かを選択しなければならない」と語った。
バイデンの獲得代議員は、彼の選挙戦からの撤退により失効した。党大会の投票用紙には、代議員からの300の署名を得た候補者の名前が記載される。候補者が党指名を受けるには、大会で代議員の過半数の票を獲得する必要があり、過半数に達する者がいない場合、追加の700人の特別代議員が投票することが認められる。バイデンがハリス支持を表明したものの、民主党全国委員会の規則ではこれらの代議員たちがバイデンの推薦に従って彼が選んだ後継者を支持することを義務付けてはいない。
2024年7月22日にAP通信が代議員を対象に行った調査で、半数以上の代議員からの誓約を得たハリスが推定候補者となった。8月6日、ハリスはバーチャル点呼投票で代議員の99%の票を獲得し、正式に民主党大統領候補に認定された。

## 政界の反応

### アメリカ合衆国

#### 民主党
元大統領のビル・クリントンとバラク・オバマは、バイデンの大統領としての仕事を賞賛し、オバマは「ジョー・バイデンはアメリカで最も重要な大統領の1人」と評し、「（バイデンが）アメリカにとって正しいと信じていなければ、この決断はしない」と述べた。サウスカロライナ州選出下院議員のジム・クライバーン、オバマの顧問のデイヴィッド・アクセルロッド、オハイオ州選出下院議員のグレッグ・ランズマンといった民主党員の多くは、バイデンの決断を「無私無欲」と賞賛し、上院多数党院内総務のチャック・シューマーはバイデンが「またしても自分よりも国、党、そしてわれわれの未来を優先した」と述べた。元国務長官で元大統領候補のヒラリー・クリントンも同様であり、ハリスを支持した。

#### トランプ選挙陣営

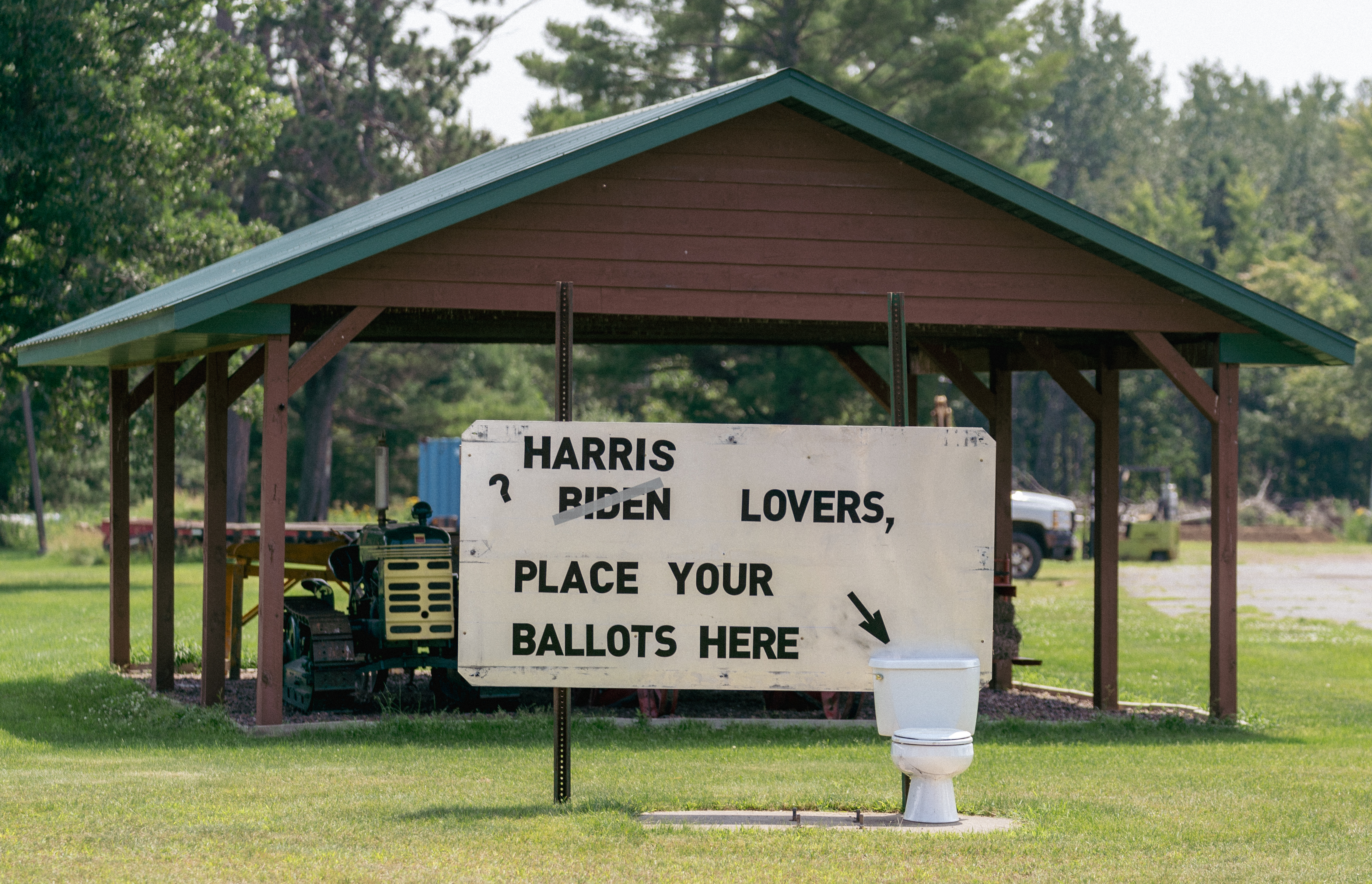
ミネソタ州ウィローリバーの反バイデンの看板は、反ハリスに修正された。

バイデンの撤退発表後、トランプは自身のソーシャルメディア・プラットフォームであるTruth Socialで声明を発表し、元対立候補は「大統領選挙に出馬する資格もなく、職務に就く資格もまったくない」と主張し、「わが国史上、群を抜いて最悪の大統領」と評した。トランプの再選運動陣営は、カマラ・ハリスとペンシルベニア州知事のジョシュ・シャピロに関する反対調査資料を準備していた。運動陣営は、共和党全国大会でハリスに対する批判メッセージを発表するつもりだったが、最終的には中止した。
トランプは、7月21日のTruth Socialの投稿でバイデンの撤退についての不満を露わにし、共和党がバイデンに対抗する運動に費やした資金を返還するように要求した。トランプはまた、民主党がバイデンからの交代を支持したことを「クー」に例えた。トランプの「クー」という表現は、他の共和党政治家や戦略家、さらには『ニューズウィーク』の上級編集者のジョシュ・ハマーの論説でも広く模倣された。

### 国際的な反応
- オーストラリア: 首相のアンソニー・アルバニージーはバイデンを賞賛し、「雇用を増やし、賃金を上昇させ、世界がネットゼロへと向かう中で移行が進む経済を率いてきた。また、ジェンダー平等などの課題にも取り組んでいる。バイデン大統領はオーストラリアの良き友人であり、これからもそうあり続けるだろう」と述べ[111]、また、「オーストラリアとアメリカ合衆国の同盟は、民主主義の価値、国際安全保障、経済的繁栄、そして現在及び将来世代のための気候変動対策への共通のコミットメントにより、かつてないほど強固になっている」と述べた[112]。
- ブラジル: ルイス・イナシオ・ルーラ・ダ・シルヴァ大統領はバイデンについて、「候補者になるかどうかは彼だけが決められる」とし、「ブラジルとの関係は、誰が選出されても同じだ」と述べた[113]。
- カナダ: ジャスティン・トルドー首相は、「バイデン大統領とは長年の知人だ。彼は偉大な男であり、彼の行動はすべて国への愛によって導かれている。大統領として、彼はカナダ人のパートナーであり、真の友人である。バイデン大統領とファーストレディに感謝する」と述べた[114][115]。
- 中国: 7月22日の定例記者会見で、中国外務省の毛寧報道官は言及を避け、「大統領選挙はアメリカ合衆国の内政問題だ」と述べた[116][117]。
- チェコ: ペトル・フィアラ首相は、「何十年も国に尽くしてきた政治家の決断であることは間違いない。責任ある、個人的には困難な一歩だが、それだけに価値がある。2人の強力で対等な候補者による民主的な競争から、良い大統領が誕生することをアメリカ合衆国のために祈っている」と述べた[111][112]。
- フランス: エマニュエル・マクロン大統領は書簡にて、バイデンの「この決断に至った勇気、責任感、義務感」を賞賛した[118][119]。
- ドイツ: オラフ・ショルツ首相はX上に声明を投稿し、「ジョー・バイデンは大事を成し遂げた。自国のため、ヨーロッパのため、世界のために（中略）。彼のおかげで大西洋を越えた協力関係は緊密になり、NATOは強固で、アメリカ合衆国は我々にとって信頼できる良きパートナーだ。再出馬しないという彼の決断は評価に値する」と述べ[111][112]。
- アイルランド: サイモン・ハリス首相は声明で、「アイルランド国民と政府を代表して、大統領閣下、2024年のアメリカ合衆国大統領選挙に出馬しないと発表するにあたり、あなたの世界的なリーダーシップと友情に感謝したい。（中略）ジョー・バイデンは、あらゆる職務において、アイルランド島の平和のために常に揺るぎない声をあげ、情熱的に尽力してきた」と述べた[111]。またミホル・マーティン副首相は、「（バイデンの決断を耳にして）、悲しみと賞賛の両方がある。これは最も厳しい決断であったことは間違いないが、これまで同様、威厳と気品のあるものだ。アイルランド国民はバイデン大統領の最良の結果を祈るだろう」と述べた[112]。
- イスラエル: イツハク・ヘルツォグ大統領は、「彼の数十年にわたるキャリアにおけるイスラエル国民への友情と揺るぎない支援」に感謝を示し[120][121]、「戦時下のイスラエルを訪問した最初のアメリカ合衆国大統領として、イスラエル大統領名誉勲章（英語版）の受勲者として、そしてユダヤ人の真の同盟者として、彼は両国民の壊れることのない絆の象徴である」と述べた[112][115]。またヨアヴ・ガラント国防相は、「ジョー・バイデン大統領、長年にわたるイスラエルへの揺るぎない支援に感謝します。特に戦争のあいだ、あなたの揺るぎない支援はかけがえのないものでした。私たちは、あなたのリーダーシップと友情に感謝します」と述べた[111]。
- 日本: 岸田文雄首相は、バイデンは最善の政治的決断をしたと認識し、「日米同盟は言うまでもなくわが国の外交・安全保障の基軸であり、今後の動きを注視していきたい」と述べた[111][122]。
- メキシコ: アンドレス・マヌエル・ロペス・オブラドール大統領はバイデンを、「非常に良い結果」と残した「良い指導者」と評した。また彼は、「政治的には、再選を求めないという決断は民主党員の判断に委ねられており、我々は米国政府との良好な関係を維持するように努め続けるつもりだ」と続けた[123]。
- ニュージーランド: クリストファー・ラクソン首相は、「バイデン大統領は公務に人生を捧げており、それは大いに尊敬に値する。わあツィは大統領のアメリカ合衆国に対するリーダーシップとニュージーランドへの献身に感謝する。そして、大統領の残り任期中、彼と共に働けることを楽しみにしている」と述べた[111][112]。
- ノルウェー: ヨーナス＝ガール・ストーレ首相はロイターに対し、「ジョー・バイデン大統領の再選不出馬の決断を尊重する。彼は、自身よりも国を優先させたいと述べ、その決断を正当化している。（中略）ジョー・バイデンは、数十年にわたってアメリカで最も著名な政治家の1人であり、いくつかの重要な改革を遂行してきた大統領でもある。私は特に、NATOにいける彼のリーダーシップを称賛し、1月末までアメリカ合衆国大統領としてのバイデンと共に働くことを楽しみにしている」と述べた[111]。
- フィリピン: ボンボン・マルコス大統領は、バイデンの撤退を「真の政治家精神を示すもの」と評し、「デリケートで困難な時期におけるフィリピンへの絶え間ない揺るぎない支援」に感謝した[124]。
- ポーランド: ドナルド・トゥスク首相はX上にて、「ジョー・バイデン大統領、あなたは何度も困難な決断を下し、ポーランド、アメリカ、そして全世界をより安全にし、民主主義と自由をより強固なものにした。私は、あなたが最新の決断を発表した際、同じ減速に導かれていたことを知っている。おそらく、あなたの人生で最も困難なものでしょう」と述べた[111]。
- ロシア: クレムリンのドミトリー・ペスコフ報道官は、ロシアは選挙の結果よりも現在進行中のウクライナ侵攻における目標に集中していると述べた[111][114]。
- スペイン: ペドロ・サンチェス首相はX上にて、「ジョー・バイデン大統領の勇敢で威厳ある決断に、心からの敬意と感謝を表する。その決意とリーダーシップのおかげで、アメリカ合衆国はパンデミック後の経済危機と議事堂への深刻な襲撃を乗り越え、プーチン大統領のロシア侵略に直面したウクライナへの支援において模範的であった。民主主義と自由のために常に戦ってきた偉大な大統領の素晴らしい行為である」と述べた[111]。
- ウクライナ: ウォロディミル・ゼレンスキー大統領は、ウクライナを代表してバイデンの「ウクライナの自由のための戦いに対する揺るぎない支援」に感謝の意を表し、「近年、多くの強い決断がなされ、それらは困難な時代への対応としてバイデン大統領がとった大胆な措置として記憶されるだろう。そして我々は、今日の厳しくも強い決断を尊重する」と述べた[125][114]。
- イギリス: キア・スターマー首相はX上で声明を発表し、バイデンの撤退の決断を尊重し、残りの大統領任期中、共に働くことを楽しみにしていると述べた[126]。野党党首で元首相のリシ・スナクもまたバイデンの功績を称え、健闘を祈った[127]。
- ベネズエラ: ニコラス・マドゥロ大統領は選挙運動のイベントで、「（バイデンは）最も賢明で正しい決断をした。（中略）彼は家族と健康を優先した。彼は、その年齢と弱った健康状態では、大統領候補はおろか、国の舵取りを担うこともできないと理解した」と述べた[111]。